# 彼方村
彼方村（おちかたむら）は、大阪府南河内郡にあった村。現在の富田林市の南東部、石川右岸にあたる。

## 地理
- 山岳 ： 嶽山、金胎寺山
- 河川 ： 石川、佐備川

## 歴史
- 1889年（明治22年）4月1日 - 町村制の施行により、錦部郡彼方村・板持村・横山村・伏見堂村・嬉村の区域をもって発足。
- 1896年（明治29年）4月1日 - 所属郡が南河内郡に変更。
- 1942年（昭和17年）4月1日 - 富田林町・新堂村・喜志村・大伴村・川西村・錦郡村と合併し、改めて富田林町が発足。同日彼方村廃止。大字板持を西板持に改称。

## 名所・旧跡・観光スポット・祭事・催事
- 願昭寺
- 瀧谷不動明王寺
- 嶽山城